# 성 스테파노 축일
성 스테파노 축일(영어: St. Stephen's Day, Feast of Saint Stephen)는 기독교의 영명축일이다. 기독교 역사상 최초의 일곱 부제이자 첫 순교자인 성인 스테파노를 기리기 위한 날이다. 서방 교회에서는 12월 26일이며, 동방 교회에서는 12월 27일을 축일로 한다. 그레고리력을 사용하는 서방 교회와 달리, 율리우스력을 사용하는 동방 교회는 율리우스력의 1월 9일에 해당하는 12월 27일을 기념일로 하고있다. 서방 교회의 교회력에 따라 성 스테파노 축일이나 박싱데이(성 스테파노의 날)는 성탄 시기의 두 번째 날에 배치한다. 스페인의 카탈루냐 지역은 성 스테파노의 날을 기념하고 있다. 또한 독일, 폴란드, 네덜란드, 스칸디나비아반도의 국가들을 비롯한 몇몇 유럽의 국가들은 이 날을 두번째 크리스마스의 날로 기념하고 있다.

## 같이 보기
- 박싱 데이